# Barrage de Bagré
Le barrage de Bagré est un barrage polyvalent sur la Volta Blanche situé près du village de Bagré au Burkina Faso,.
L'aménagement à but multiples de Bagré a été construit en 1992, il se trouve sur le fleuve Nakambé. Le barrage et la centrale hydroélectrique sont en fonction avec un réservoir partiellement rempli de sédiments.

## Histoire
Le barrage a été construit en 1992 pour un coût de 67 millions de CFA par la Banque mondiale.